# Dariusz Świercz
Dariusz Świercz (Tarnowskie Góry, 31 maggio 1994) è uno scacchista polacco grande maestro. Dal 2018 gioca per la federazione statunitense.

## Biografia
Divenne Maestro FIDE all'età di dieci anni, Maestro Internazionale a 12 anni e nel 2009 all'età di 14 anni, 7 mesi e 29 giorni, uno dei più giovani grandi maestri della storia degli scacchi.

## Carriera
A livello giovanile ha vinto diversi campionati polacchi: under-10 nel 2002, under-12 nel 2005 e 2006, under-14 nel 2007. Nel 2007 vinse anche il campionato dell'Unione Europea under-14 e il campionato open di Sydney. 
Nell'agosto del 2010, all'età di 16 anni, si è classificato 3º nel Campionato del mondo juniores (under-20).
Il 15 agosto 2011 a Chennai si è laureato Campione Mondiale Juniores.
Nel novembre 2012 a Maribor si è laureato Campione Mondiale Giovanile Under 18.
Nel settembre 2016 partecipa alle Olimpiadi di Baku, realizzando 6,5 /9 in 4ª scacchiera.; in ottobre dello stesso anno ha vinto ad Atlantic City il terzo Millionaire Chess Open battendo in finale Rauf Mamedov .
Nell'ottobre 2017 vince la Spice Cup con 6,5 punti a pari merito con Lázaro Bruzón e Yuniesky Quezada.
Nel settembre 2020 vince le Final Four del Campionato Universitario statunitense con la Saint Louis University, questa volta online con cadenza Rapid . 
Nell'agosto 2025 vince a Middleton il torneo U.S. Open . 

### Club
Gioca dal 2015 al 2016 per la squadra WorldTradingLab Club 64 di Modena con cui ha disputato due edizioni del Campionato italiano di scacchi a squadre .
Dal 2016 al 2020 ha giocato per il team scacchistico universitario della Saint Louis University il Campionato universitario a squadre panamericano.

## Statistiche
Ha raggiunto il massimo rating FIDE nell'agosto 2019, con 2670 punti Elo, numero 71 al mondo e 8° tra gli statunitensi.